# Georges-Claude Guilbert
Georges-Claude Guilbert (18 de mayo de 1959) es un académico, sociólogo y escritor francés enfocado en los estudios culturales, del género y literatura estadounidense. Es profesor en la Universidad de Havre de Francia. También ha trabajado para la Universidad de Ruan. Su obra ha sido citada por varios autores, en especial su libro Madonna as Postmodern Myth donde analiza a la cantante dentro de la interdisciplina Madonna Studies.

## Obras
- Le genre des objets (en francés). Harmattan. 2014. ISBN 978-2-34-303449-2.
- Après Hanoï : les mémoires brouillés d'une princesse vietnamienne (en francés). Editions Publibook. 2011. ISBN 978-2-74-836043-1.
- Literary Readings of Billy Wilder (en inglés). Cambridge Scholars Publishing. 2009. ISBN 978-1-44-380847-7.
- Madonna as Postmodern Myth (en inglés). McFarland Publishing. 2004. ISBN 978-0-78-648071-5.
- C'est pour un garçon ou pour une fille ?: La dictature du genre (en francés). Autrement. 2004. ISBN 978-2-74-670506-7.
- Carson McCullers: amours décalées (en francés). Éditions Belin. 1999. ISBN 978-2-7-0112630-2.